# PerkinElmer
PerkinElmer, Inc. (wcześniej Perkin-Elmer) to amerykańska korporacja specjalizująca się w produkcji aparatury analitycznej. Firma działa w obszarach analizy środowiska, bezpieczeństwa żywności i produktów konsumenckich, diagnostyki, obrazowania oraz nauk biologicznych, medycznych i chemicznych. PerkinElmer dostarcza aparaturę analityczną wraz z oprogramowaniem, zestawy do badań genetycznych i diagnostycznych, komponenty do obrazowania medycznego, a także materiały eksploatacyjne i serwis.
PerkinElmer wchodzi w skład indeksu S&P 500 i działa w 150 krajach. 

## Historia
Firma PerkinElmer została założona w 1937 r. przez Richarda Perkina i Charlesa Elmera jako firma zajmująca się optyką precyzyjną oraz doradztwem. W 1944 r. Perkin-Elmer wszedł do branży aparatury analitycznej, a na początku lat 90. współpracował z Cetus Corporation (później Hoffmann-La Roche) i został pionierem w branży zajmującej się reakcją łańcuchowej polimerazy (PCR). Dział aparatury analitycznej prowadzony był także w Niemczech w latach 1954–2001 przez Bodenseewerk Perkin-Elmer GmbH z siedzibą w Überlingen nad Jeziorem Bodeńskim oraz w Anglii (Perkin Elmer Ltd) w Beaconsfield w Buckinghamshire.

### Dział systemów komputerowych
Firma Perkin-Elmer przez pewien czas zajmowała się również produkcją komputerów. Dział systemów komputerowych Perkin-Elmer powstał w latach 1973–1974 w wyniku zakupu za około 63 miliony dolarów firmy Interdata, Inc., niezależnego producenta komputerów. Dzięki temu połączeniu roczna sprzedaż Perkin-Elmer wzrosła do ponad 200 milionów USD.
W 1985 r. dział komputerowy Perkin-Elmer został wydzielony jako Concurrent Computer Corporation.

### 1999
Firma PerkinElmer działająca w obecnej formie wywodzi się z połączenia dwóch firm – EG&G Inc. (wcześniej NYSE: EGG) z Wellesley, Massachusetts i Perkin-Elmer (wcześniej NYSE: PKN) z Norwalk, Connecticut. W dniu 28 maja 1999 r. EG&G Inc. zakupiło dział instrumentów analitycznych Perkin-Elmer za 425 mln USD, przyjmując również nazwę Perkin-Elmer i tworząc nową spółkę PerkinElmer pod nowym kierownictwem. W tym czasie EG&G zajmowało się wytwarzaniem produktów dla różnych branż, w tym motoryzacyjnej, medycznej, lotniczej oraz fotograficznej.
Wcześniejszy zarząd Perkin-Elmer pozostał w tej zreorganizowanej firmie pod nową nazwą, PE Corporation. Był to dział nauk Life Science firmy Perkin-Elmer, a jego dwa działy biznesowe, Celera Genomics (NYSE: CRA) i PE Biosystems (wcześniej NYSE: PEB), były zaangażowane w najważniejsze wydarzenia biotechnologiczne dekady – intensywny wyścig z Human Genome Project.

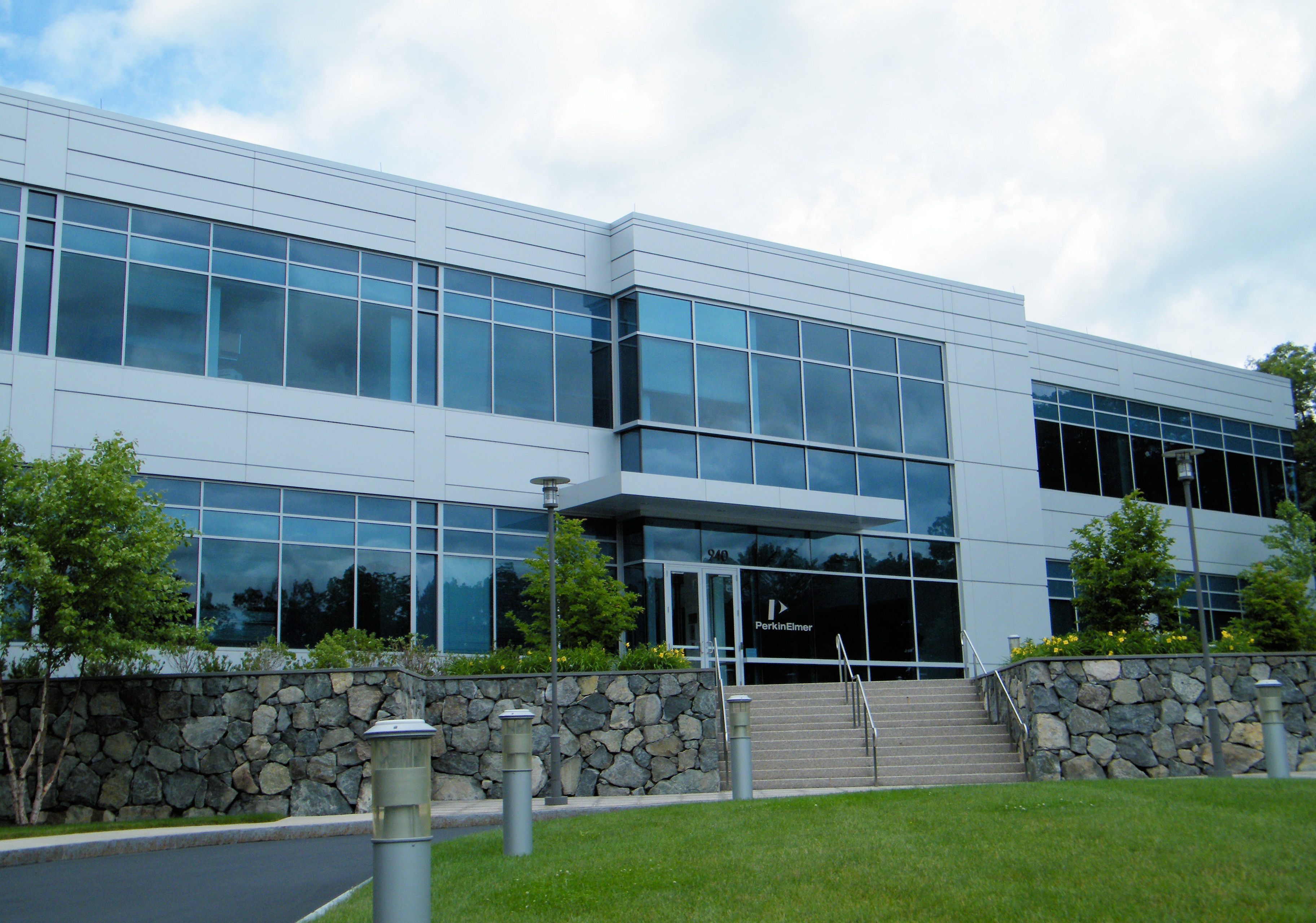
Siedziba PerkinElmer w Waltham, Massachusetts

### Obecnie
W 1992 roku firma połączyła się z Applied Biosystems, a następnie w 1997 roku natomiast nastąpiło połączenie z PerSeptive Biosystems. 14 lipca 1999 r. nowy producent instrumentów analitycznych PerkinElmer zredukował 350 miejsc pracy (12%) w ramach reorganizacji i redukcji kosztów. W 2006 r. firma PerkinElmer sprzedała dział Fluid Sciences za około 400 mln USD. Celem tej transakcji było zwiększenie strategicznego nacisku na rynki nauk medycznych i fotonicznych. Po tej sprzedaży PerkinElmer przejął wiele małych firm, w tym Spectral Genomics, Improvision, Evotec-Technologies, Euroscreen, ViaCell i Avalon Instruments. Marka „Evotec-Technologies” pozostaje własnością Evotec, dawnego właściciela firmy. PerkinElmer posiadał licencję na używanie tej marki do końca 2007 roku.
PerkinElmer nadal rozszerza swoje zainteresowania naukowe z zakresu medycyny poprzez przejęcia laboratoriów klinicznych. W lipcu 2006 r. firma nabyła NTD Labs z Long Island w stanie Nowy Jork. Laboratorium specjalizuje się w badaniach prenatalnych w pierwszym trymestrze ciąży. W 2007 r. PerkinElmer kupiło spółkę ViaCell, Inc. za 300 mln USD [9], która obejmowała biura w Bostonie i bank krwi pępowinowej w Kentucky w pobliżu Cincinnati. Firma została przemianowana na ViaCord.
W marcu 2008 r. PerkinElmer wykupił firmę Pediatix Screening (wcześniej Neo Gen Screening), laboratorium zlokalizowane w Bridgeville, w Pensylwanii, specjalizujące się w badaniach przesiewowych noworodków pod kątem różnych wad wrodzonych, takich jak fenyloketonuria, niedoczynność tarczycy i niedokrwistość sierpowatokrwinkowa. Firmę przemianowano na laboratorium PerkinElmer Genetics, Inc.
W maju 2011 r. PerkinElmer ogłosił podpisanie umowy nabycia CambridgeSoft oraz udane przejęcie ArtusLabs.
We wrześniu 2011 r. PerkinElmer kupił Caliper Life Sciences za 600 mln USD.
W styczniu 2016 roku PerkinElmer przejął szwedzką firmę Vanadis Diagnostics.
W styczniu 2017 r. firma ogłosiła, że przejmuje indyjską firmę do diagnostyki in vitro, Tulip Diagnostics. W maju tego samego roku firma przejęła Euroimmun Medical Laboratory Diagnostics za około 1,3 miliarda dolarów.
W 2018 r. firma przejęła australijską firmę biotechnologiczną, RHS Ltd., chińskiego producenta instrumentów analitycznych, Shanghai Spectrum Instruments Co. Ltd. i amerykańską firmę Cisbio Bioassays, która specjalizuje się w rozwiązaniach z zakresu diagnostyki i poszukiwaniem nowych leków.
W listopadzie 2020 r. PerkinElmer ogłosił, że przejmuje Horizon Discovery Group za około 383 mln USD.
W styczniu 2021 r. Firma powiadomiła o przejęciu Oxford Immunotec Global Plc za 591 mln USD (22 USD za akcję).

## Programy

### Projekt optyki Hubble’a

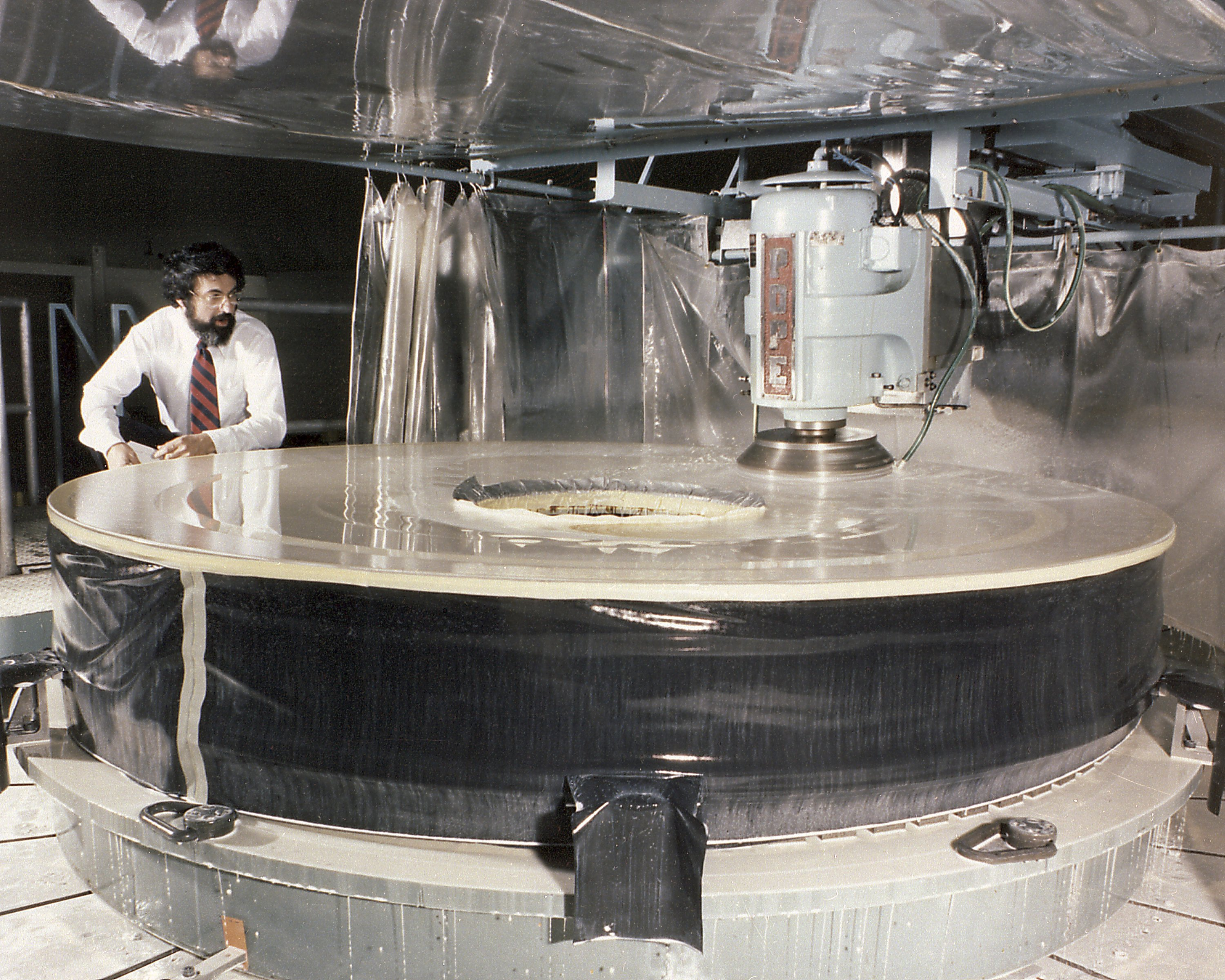
Polerowanie głównego zwierciadła Hubble’a w Danbury, Connecticut, maj 1979 r. Inżynier na zdjęciu to dr Martin Yellin.

Jednostka Danbury Optical System firmy Perkin-Elmer została zaangażowana do budowy elementów optycznych Kosmicznego Teleskopu Hubble’a. Budowa głównego zwierciadła rozpoczęła się w 1979 r., a zakończyła w 1981 r.

### KH-9 Hexagon
PerkinElmer zbudował układy optyczne dla satelitów szpiegowskich KH-9 Hexagon w obiekcie w Danbury w stanie Connecticut.
W latach siedemdziesiątych soczewka z panoramicznego obiektywu kamery była w stanie zarejestrować cały stan Pensylwanii w dwóch przelotach, z rozdzielczością, która umożliwiła zliczanie samochodów na Turnpike w Pensylwanii.

## Obszary działalności
- Badania komórkowe
- Genetyka kliniczna i diagnostyka
- Poszukiwanie nowych leków
- Analiza środowiska – badania i analizy powietrza, wody i gleby
- Analiza żywności, aromatów i produktów rolnych – bezpieczeństwo żywności
- Kryminalistyka
- Przemysł naftowy i petrochemiczny
- Nauki Przyrodnicze
- Smary i oleje
- Obrazowanie
- Farmacja
- Polimery
- Półprzewodniki i elektronika
- Energia odnawialna – analiza i testowanie biopaliw, energii słonecznej i wiatrowej
- Usługi profesjonalne (usługi naukowe i rozwiązania technologiczne)
- Analiza uranu i toru